# Eron Santos Lourenço
Eron Santos Lourenço, noto semplicemente come Eron (Belo Horizonte, 17 gennaio 1992), è un ex calciatore brasiliano, di ruolo difensore.